# Jean-Marie Jouaret
Jean-Marie Jouaret (Castets, 1º agosto 1942 – Parigi, 27 dicembre 2023) è stato un cestista francese.

## Carriera
Con la Francia ha disputato i Campionati europei del 1965.

## Palmarès
- Campionato francese: 3

Bagnolet: 1960-61, 1961-62, 1966-67